# Without You (Blue)
Without You è un singolo del gruppo musicale britannico Blue, pubblicato il 16 maggio 2013 come estratto dall'album Roulette.

## Descrizione
Il brano è stato scritto dai quattro membri del gruppo, ovvero Lee Ryan, Duncan James, Antony Costa e Simon Webbe, insieme a Wayne Hector, Mich Hansen (Cutfather), Jason Gill e Daniel Davidsen.

## Tracce
Download digitale
1. Without You – 3:26
2. Without You (Jiggy Joint Hip-House remix) – 4:05
3. Without You (Jiggy Joint remix) – 4:26
4. Without You (Numarek radio mix) – 3:20

Durata totale: 15:17

## Classifiche
| Classifica (2013) | Posizione massima |
| ----------------- | ----------------- |
| Germania          | 44                |
| Svizzera          | 43                |